# Бердяєв Валеріан Валеріанович
Валеріан Валеріанович Бердя́єв (рос. Валериан Валерианович Бердяев; нар. 7 березня 1885, Гродно — пом. 28 листопада 1956, Варшава) — російський і польський диригент, музичний педагог, професор з 1945 року; лауреат Державної премії Польської Народної Республіки за 1951 рік.

## Біографія
Народився 7 березня 1885 року в місті Гродно (тепер Білорусь). Росіянин. 1906 року закінчив Ляйпцизьку консерваторію (диригуванню навчався у Артура Нікіша, композиції — у Макса Реґера, грі на скрипці — у Ганса Зітта).
Дебютував у 1906 році у Лейпцигу і Дрездені як диригент (опери «Євгеній Онегін» і «Пікова дама»). З 1908 року диригував у Маріїнському театрі, з 1913 року — в опері Народного дому в Санкт-Петербурзі. З 1916 року — оперний, з 1918 року — симфонічний диригент у Харкові, з 1919 року — у Києві, де виступав із Симфонічним оркестром імені Миколи Лисенка та оркестром оперного театру.
Впродовж 1921–1924 років — у Польщі. У 1924–1925 роках працював головним диригентом симфонічного оркестру Ленінградської філармонії; у 1926–1927 роках — головний диригент в Одеській опері, де 8 жовтня 1926 року оперою Олександра Бородіна «Князь Ігор» відкрив перший сезон. Протягом 1927–1928 років — головний диригент Київського театру опери та балету. В ньому поставив опери «Ніч перед Різдвом» і «Казка про царя Салтана» Миколи Римського-Корсакова. Виступав з симфонічними концертами (увертюра до опери «Наталка Полтавка», «Урочистий марш» Миколи Лисенка, «Українська фантазія» Володимира Пухальського, «Веснянки» Михайла Вериківського), вів оперні і диригентські класи в Музично-драматичному інституті у Києві. Серед його учнів — Натан Рахлін, Олександр Климов.
Впродовж 1930–1939 років та з 1954 року працював у Великому театрі у Варшаві і у Варшавській консерваторії. У 1945–1949 роках працював диригентом, головним диригентом Краківської філармонії, у 1949–1954 роках — головним диригент Познананської, з 1954 року — Варшавської філармоній. Одночасно викладав у вищих музичних школах Кракова, Познані і Варшави. Помер у Варшаві 28 листопада 1956 року. Похований у Варшаві на цвинтарі Військові Повонзки.